# Гдоля
Гдоля (пол. Gdola) — деревня в Польше, расположенная в Люблинском воеводстве, в Хелмском повете, на территории гмины Руда-Хута. Находится в 8 километрах от границы с Украиной.

## География
Деревня расположена примерно в 4 км к юго-востоку от Руда-Хуты (центр гмины), в 12 км к северо-востоку от Хелма (центр повета) и в 74 км к востоку от Люблина (столица воеводства).

## История
В 1867—1954 годах деревня входила в состав гмины Сверше.
С 1975 по 1998 год деревня административно входила в состав Хелмского воеводства.
С 1999 года входит в состав Люблинского воеводства.

## Население
По данным переписи 2011 года, население деревни составляло 96 человек (из 52 мужчины и 44 женщины).